# 菊屋ビルディング
菊屋ビルディング（きくやビルディング）は、東京都立川市にあった複合ビル。地上9階・地下1階建。東京都道16号（立川通り）に面する。

## 概要
- エレベーターは4機あった [1][2]。

### 沿革
- 1969年11月 - 陶磁器販売業の菊屋商店が「菊屋川口ビルディング（共同ビル）」として建設[3]。核テナントとして緑屋立川店が入居する。
- 1977年 - 緑屋撤退。以後、オフィス・スクールや商業施設などが入る複合ビルに転換。
- 2005年 - 現在の名称に変更。
- 2022年12月31日 - 最後まで残っていたテナントの菊屋商店とルーブルが閉店[4]。
- 2023年2月 - 解体工事着手[5]。
- 2024年1月 - 解体・撤去がほぼ完了[6]。
  - 跡地には東京建物不動産販売による地上8階・地下1階建のビル（2025年12月完成予定[7][8]）と、東京建物の分譲マンション「Brillia（ブリリア）立川」[9]（17階建・総戸数117戸・2027年10月完成予定[10]）が建設中。

## 主な入居者
- エフエムラジオ立川 - 2022年6月に栄町に移転[11]
- 喫茶店ルーブル（旧:ルノアール） - 2022年12月31日に閉店
- 菊屋商店 - 2022年12月31日に閉店（柴崎町に移転）
- 佐川急便
- 全日本不動産協会多摩北支部・立川窓口 - 2022年12月に退去、翌月に近隣地に移転[12]

など

## アクセス
- JR中央線立川駅北口から徒歩約5分。
- 多摩都市モノレール立川北駅から徒歩約5分。